# Denton, Norfolk
Denton är en civil parish i Storbritannien.   Den ligger i grevskapet Norfolk och riksdelen England, i den sydöstra delen av landet, 140 km nordost om huvudstaden London. Antalet invånare är 352. Arean är 10,1 kvadratkilometer.
Terrängen i Denton är platt.